# Gurziwan (huyện)
Gurziwan là một huyện thuộc tỉnh Faryab, Afghanistan. Dân số thời điểm năm 1999 là 54600 người.